# Mandragora (Harry Potter)

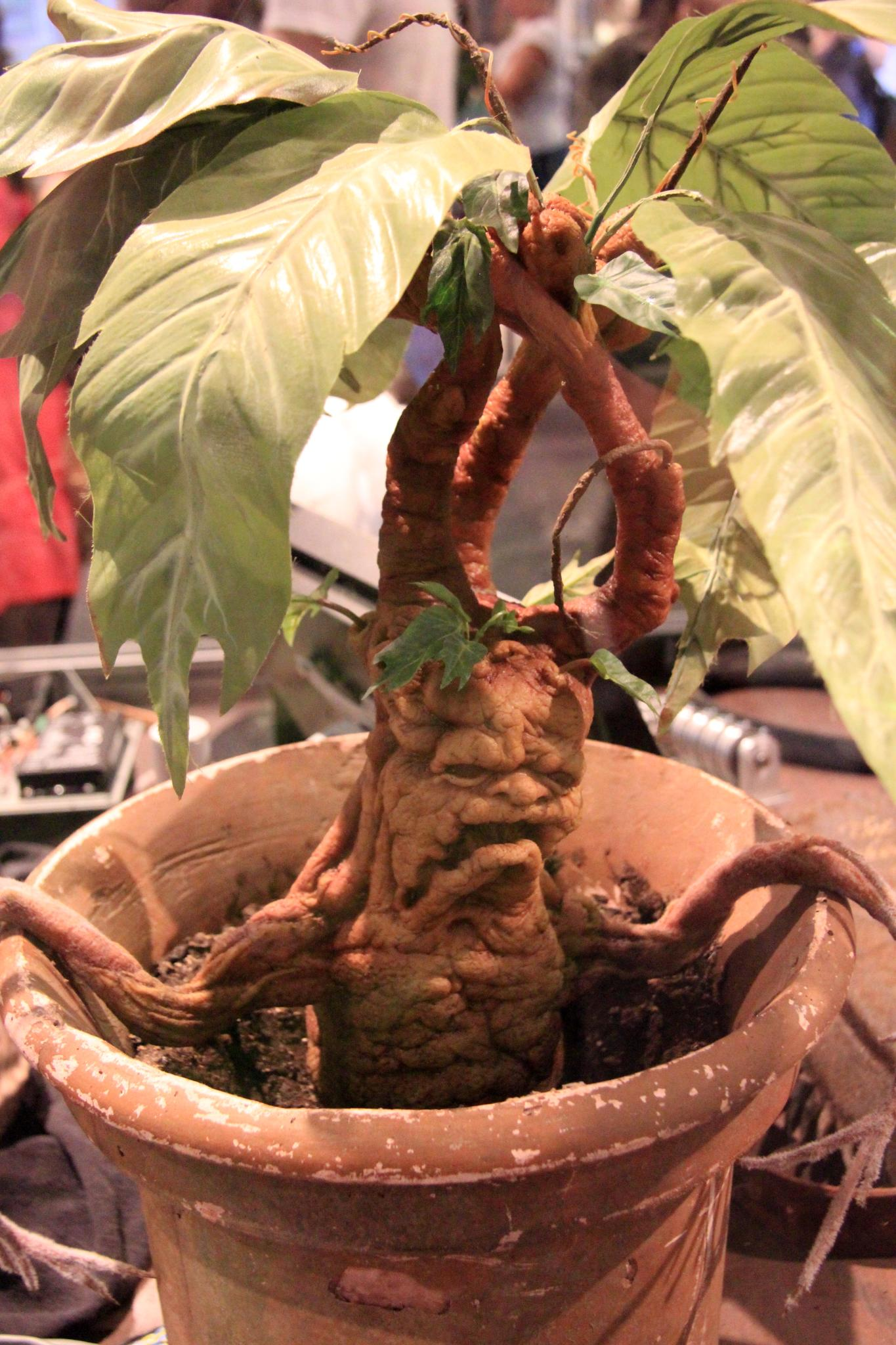

Een Mandragora of alruinwortel (Engels: Mandrake) is een magische plant. In de reeks Harry Potter-boeken van de Britse schrijfster J.K. Rowling speelt de Mandragora een belangrijke rol.

## Eigenschappen en gebruik
In de verhalen is de Mandragora-plant bij sommige tegengiffen van toverdranken essentieel voor een goede uitwerking. Het voornaamste doel ervan is om negatieve spreuken ongedaan te maken. Het is echter ook een zeer gevaarlijke plant, aangezien de kreten van de plant fataal kunnen zijn voor mensen. Daarom worden Mandragora's altijd verzorgd met dikke oorwarmers op. Mandragora's lijken als ze zich kalm houden op een klein plantje met een enorme wortel, maar als ze 'tot leven komen' lijken de wortels net gezichten.

## Voorkomen in de boeken
In Harry's tweede leerjaar op de toverschool Zweinstein behandelt professor Stronk bij Kruidenkunde Mandragora's.
Ook in het tweede leerjaar gebruikt professor Stronk de wortel om mensen die indirect in de ogen van de Basilisk hebben gekeken en dus zijn Versteend, te genezen.
De Mandragora heeft dezelfde naam als de plant alruin uit de nachtschadefamilie, net als enkele anderen kruiden en planten die door J.K. Rowling zijn bedacht.